# Мартин Кели
Мартин Роналд Кели (роден на 27 април 1990 г.) е английски футболист, който играе като защитник за футболен клуб „Ливърпул“. Отличава се с добри защитни действия, както и способност да центрира добре по време на атака.

## Кариера
Въпреки безспорният си талант, Мартин Кели трудно намира място в отбора на „Ливърпул“, от една страна заради голямата конкуренция в състава, а от друга – поради многобройните контузии, които младия футболист получава. Макар да впечатлява с изявите си още по времето на треньора Рафа Бенитес, да печели доверието на Кени Далглиш и да предизвиква отзиви в медиите, че е възможно да бъде следващия десен бранител на Англия, неспиращите травми продължават да застрашават бъдещето на кариерата му.